# Listopad 2018

## 29 listopada
- Szopki krakowskie zostały wpisane na listę niematerialnego dziedzictwa kulturowego UNESCO[1].

## 28 listopada
- Co najmniej 22 osoby zginęły, a 22 zostały ranne w wyniku wybuchu w pobliżu zakładu chemicznego w mieście Zhangjiakou w północnych Chinach[2].
- Salome Zurabiszwili wygrała II turę wyborów prezydenckich w Gruzji pokonując Grigola Waszadze[3].
- W meczu o mistrzostwo świata w szachach Norweg Magnus Carlsen obronił tytuł, pokonując w dogrywce reprezentanta Stanów Zjednoczonych, Fabiano Caruanę[4].

## 27 listopada
- Liczba śmiertelnych ofiar pożarów w Kalifornii wzrosła do 88 osób[5].

## 26 listopada
- Na Marsie o godzinie 20:54 czasu CET pomyślnie wylądował lądownik InSight[6].

## 25 listopada
- 13-letnia polska piosenkarka Roksana Węgiel z Jasła została laureatką 16. Konkursu Piosenki Eurowizji dla Dzieci[7].
- W rozegranym w Lille finale pucharu Davisa Chorwacja pokonała Francję 3:1[8].

## 24 listopada
- Zakończyły się mistrzostwa świata w boksie kobiet[9].

## 18 listopada
- Niemiec Alexander Zverev zwyciężył w rozgrywkach singlistów podczas turnieju ATP Finals, zamykającego sezon profesjonalnych rozgrywek mężczyzn w tenisie ziemnym[10].

## 16 listopada
- U wybrzeży półwyspu Valdés zlokalizowano szczątki zaginionego rok wcześniej argentyńskiego okrętu podwodnego ARA „San Juan”[11][12].

## 15 listopada
- Liczba ofiar śmiertelnych gigantycznych pożarów w Kalifornii wzrosła do co najmniej 58[13].

## 12 listopada
- Co najmniej 14 osób zginęło w brazylijskim mieście Niterói. Po kilku dniach ulewnych deszczów lawina ziemi i błota zeszła na zbudowane na zboczu wzgórza prowizoryczne domy[14].

## 11 listopada
- Odsłonięto Pomnik Ignacego Daszyńskiego w Warszawie[15].
- W finale Pucharu Federacji, drużynowych rozgrywek kobiecych w tenisie ziemnym, Czeszki pokonały Stany Zjednoczone 3:0[16].

## 10 listopada
- Odsłonięto Pomnik Lecha Kaczyńskiego na placu marsz. Józefa Piłsudskiego w Warszawie[17].
- Zakończyły się, rozgrywane w Aszchabadzie, mistrzostwa świata w podnoszeniu ciężarów[18].

## 9 listopada
- Zamach w Mogadiszu.

## 7 listopada
- W mieście Thousand Oaks w Kalifornii napastnik wtargnął do klubu nocnego i otworzył ogień z broni do zebranych, zabijając 12 osób[19].
- Co najmniej 47 osób zginęło w czołowym zderzeniu dwóch autobusów na drodze łączącej Harare z Rusape we wschodniej części Zimbabwe[20].

## 5 listopada
- Po 41 latach podróży Voyager 2 opuścił Układ Słoneczny[21].

## 4 listopada
- Zmarł Andrzej Mitan – polski artysta interdyscyplinarny i konceptualny[22].
- II tura wyborów samorządowych w Polsce.

## 3 listopada
- Zmarł Adam Laboga, założyciel firmy Laboga, produkującej wzmacniacze gitarowe, kable instrumentalne oraz kolumny głośnikowe[23].
- Zakończyły się, rozgrywane w Dosze, mistrzostwa świata w gimnastyce sportowej[24].

## 2 listopada
- Co najmniej 13 osób zginęło w środkowych Chinach, gdy szkolny autobus spadł do rzeki Jangcy[25].

## 1 listopada
- NASA zakończyła misję sondy kosmicznej Dawn orbitującej wokół planety karłowatej (1) Ceres z powodu wyczerpania paliwa pozwalającego na kontrolę orientacji sondy w przestrzeni[26][27].